# Andrej Hlinka

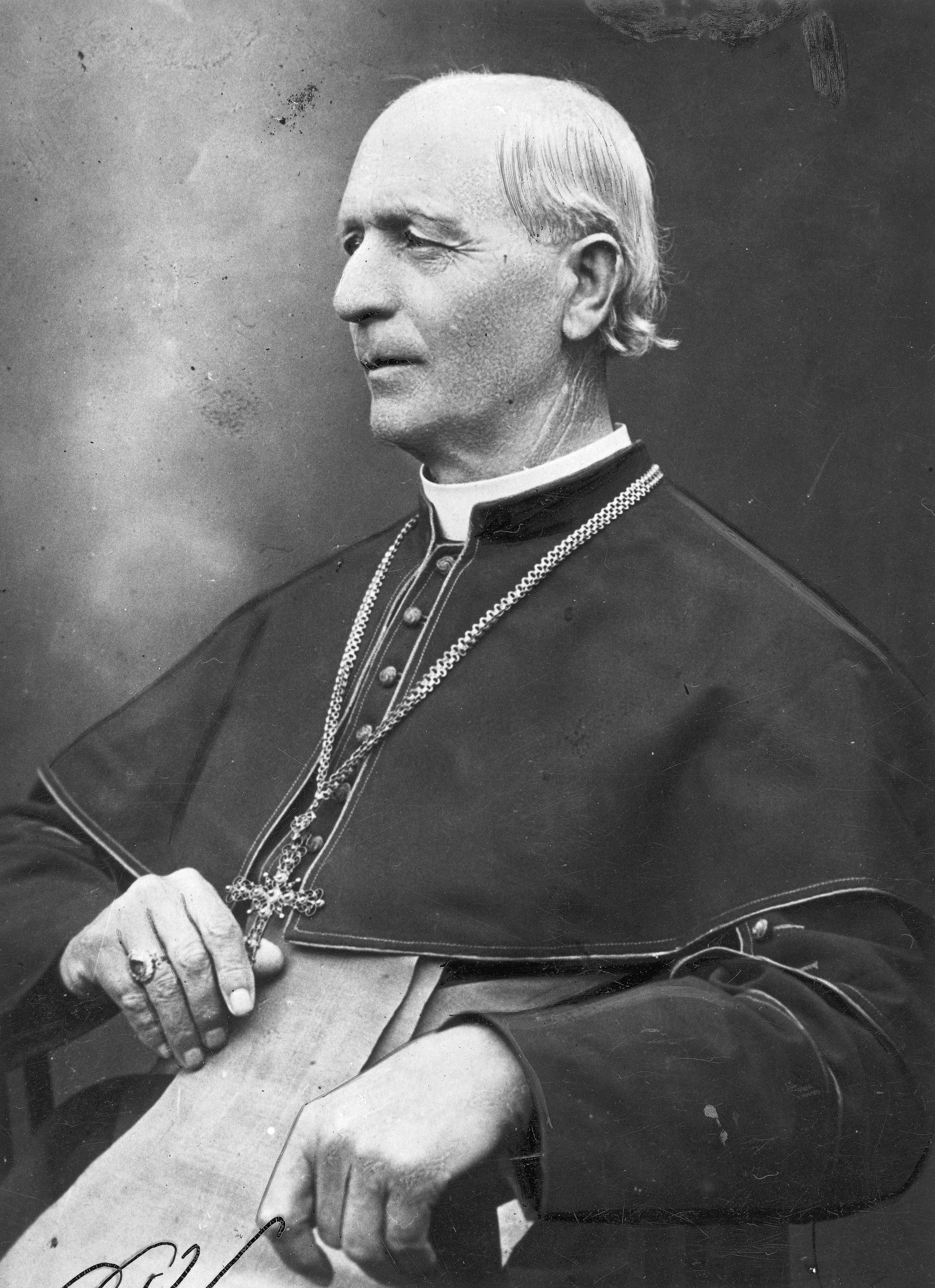
Andrej Hlinka (1937)

Andrej Hlinka (* 27. September 1864 in Černová (Österreich-Ungarn), heute Stadtteil von Ružomberok; † 16. August 1938 in Ružomberok, Slowakei) war ein slowakischer römisch-katholischer Priester und die politische Leitfigur der slowakischen Autonomiebewegung in der Ersten Tschechoslowakischen Republik. Von 1913 bis zu seinem Tod 1938 war er Parteivorsitzender der klerikal-nationalistischen Ludaken, die sich gegen die Staatsdoktrin des Tschechoslowakismus und für eine Föderalisierung der Tschechoslowakei einsetzten.
Ab 1924 war er päpstlicher Kammerherr und ab 1927 apostolischer Protonotar.

## Leben

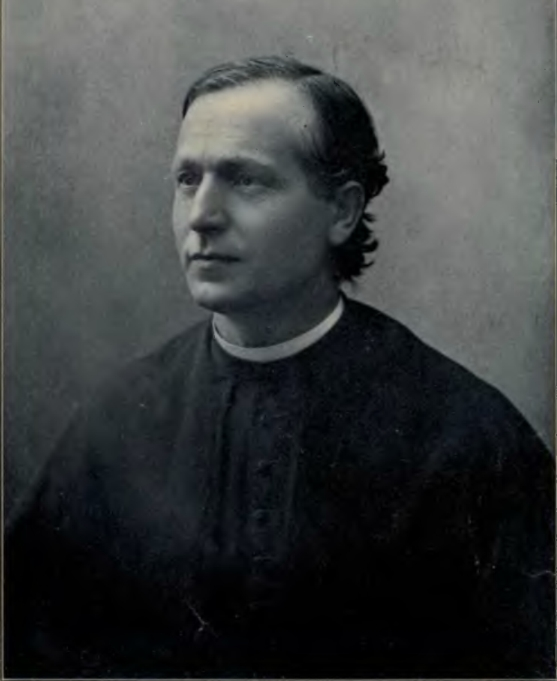
Andrej Hlinka im Jahr 1908

Andrej Hlinka wurde am 27. September 1864 als eines von neun Kindern einer Flößerfamilie in Černová geboren. Dort besuchte er die Volksschule und anschließend von 1877 bis 1880 ein piaristisches Gymnasium in Ružomberok, wo er sich definitiv für den Priesterdienst entschloss. 1881–1883 studierte Hlinka am höheren Gymnasium in Levoča. 1883 wurde er als Kleriker am Priesterseminar des Zipser Kapitels aufgenommen, wo er sein Theologiestudium im Jahre 1889 abschloss, und arbeitete dann als Pfarrer in verschiedenen Städten, zuletzt in Ružomberok.
Schon früh begann er seine politische Tätigkeit in der christdemokratischen Volkspartei (Ľudová strana), die von Graf Zichy geleitet wurde. Als die Partei das Prinzip der nationalen Toleranz aufgab und sich der von der ungarischen Staatsmacht propagierten Magyarisierung der Slowakei anschloss, trat Hlinka aus ihr aus und wurde zu einem der wichtigsten Wortführer der Slowakischen Volkspartei (Slovenská ľudová strana). Im Jahre 1897 wurde er Redakteur der Zeitschrift Ľudové noviny („Volksnachrichten“), begründete 1906 die slowakische Volksbank (Ľudová banka) und 1910 die slowakische Verlagsgenossenschaft in Pressburg.
1907 wurde er infolge des Massakers von Černová insgesamt zu 2 Jahren und 9 Monaten Gefängnis verurteilt, die Strafe verbüßte er in einer Strafanstalt in Szeged. Dort führte er Gespräche mit dem späteren ungarischen Kommunistenführer Béla Kun und war als Autor und Übersetzer religiöser Schriften tätig. Nachdem Hlinka vom Heiligen Stuhl für unschuldig erklärt worden war, mussten ihn die ungarischen Behörden schließlich freilassen.
Im Jahre 1918 wurde Andrej Hlinka Mitglied des neugebildeten Slowakischen Nationalrates und unterstützte anfangs die Ideologie der einheitlichen tschechoslowakischen Nation, von der er sich jedoch bald abwandte. Im selben Jahre entstand die neue Slowakische Volkspartei (Ludaken), deren Vorsitzender er wurde. Als solcher fuhr er mit einer Delegation seiner Partei im Sommer 1919 nach Paris, um der Friedenskonferenz die Forderungen der Ludaken nach weitgehender Autonomie für seine Heimat vorzulegen. Nach seiner Rückkehr wurde er von tschechischen Behörden unter dem Vorwurf des Landesverrates für sieben Monate in Böhmen interniert.
1924 wurde er zum Päpstlichen Kammerherrn ernannt und 1927 zum Protonotar. Im Jahre 1925 nahm seine Partei den Namen „Slowakische Volkspartei Hlinkas“ (Hlinkova slovenská ľudová strana, HSĽS) an, und bis zu seinem Tod war Hlinka ihr Vorsitzender, Chefideologe und Hauptvertreter. Von 1918 bis 1938 war er auch Führer der HSĽS-Fraktion im Parlament.
Nach schwerer Krankheit starb Andrej Hlinka im August 1938 in seinem Geburtsort Černová. Sein Leichnam wurde zuerst auf dem Friedhof in Ružomberok beigesetzt und am 31. Oktober 1938 feierlich in ein Mausoleum unterhalb der städtischen Andreaskirche überstellt. Vor dem Einmarsch der Roten Armee 1945 wurde sein Leichnam nach Bratislava gebracht, wo er nach der Niederschlagung des Prager Frühlings verschwand. Im Jahr 2003 wurde das Mausoleum renoviert und der leere Glassarg darin aufgestellt.

## Ideologie

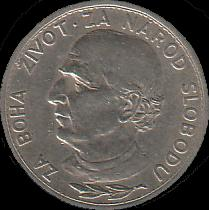
5-Kronen-Münze der Slowakischen Republik (1939–1945) mit dem Abbild und Wahlspruch Hlinkas: „Za boha život, za národ slobodu!“ („Für Gott das Leben, für die Nation die Freiheit!“)

Als slowakischer Nationalist setzte sich Andrej Hlinka im Königreich Ungarn für eine Befreiung der Slowaken von der magyarischen Herrschaft und für einen gemeinsamen Staat mit dem „tschechischen Brudervolk“ ein. Die definitive Abspaltung der Slowakei vom Königreich Ungarn kommentierte er 1918 mit seinem bekannten Satz:

„Die tausendjährige Ehe mit den Magyaren ist nicht gelungen!“

Seine Ideologie war durch Patriotismus/Nationalismus, Klerikalismus und Antikommunismus gekennzeichnet. Als katholischer Priester hatte er besonders zu den Sozialdemokraten ein schwieriges Verhältnis. Zu ihrem Wahlsieg in der Tschechoslowakei 1920 ließ Hlinka verlauten:

„Ich werde 24 Stunden am Tag arbeiten, bis sich die Slowakei von einer roten Slowakei in eine weiße und christliche Slowakei wandelt.“

Manche Autoren meinen, er sei auch ein Antisemit gewesen, andere meinen, er sei ganz im Gegenteil sogar judenfreundlich gewesen; so äußerte er sich beispielsweise im August 1936 während eines Gesprächs mit dem Vizevorsitzenden der Jüdischen Partei, Matej Weiner, wie folgt:

„Ich bin kein Feind der Juden, die politische Partei, deren Anführer ich bin, ist nicht antisemitisch. Antisemitismus ist nicht unser Programm. Als katholischer Pfarrer bin ich mir der großen moralischen, religiösen und historischen Bedeutung des Judentums für die gesamte zivilisierte Menschheit bewusst, insbesondere für das Christentum.“

Am Tag von Hlinkas Tod am 16. August 1938 schrieb die jüdische Zeitung Bratislavas Židovské noviny über Hlinka:

„... das Verhältnis zwischen ihm und den Juden war aufrichtig und herzlich. Er schätzte seine jüdischen Mitbürger und als Pfarrer verkündete er religiöse Toleranz.“

Laut einem Aufsatz in der Süddeutschen Zeitung sind von Hlinka jedoch Hetzparolen gegen Juden, Ungarn und Tschechen überliefert. Andere wiederum sind der Meinung, er sei als Vertreter der Rechten sogar vom Faschismus beeinflusst gewesen. Als Hauptvertreter der slowakischen Autonomisten lehnte Hlinka vehement den von der Prager Zentralregierung propagierten Tschechoslowakismus und den Zentralismus in der Staatsverwaltung ab, dessen Folge eine Dominanz des Tschechischen in der Slowakei war. Dennoch blieb er laut eigenen Angaben immer ein überzeugter Panslawist.
Unter dem Schlagwort „Nationale Autonomie“ forderte Hlinka die Anerkennung der slowakischen (nicht nur der tschechoslowakischen) Nation und Sprache, wobei Slowakisch auch zur einzigen offiziellen Sprache der Slowakei erklärt werden sollte. Außerdem forderte Hlinka für die Slowakei einen eigenen gesetzgebenden Landtag in Bratislava sowie ein Ministerium für slowakische Angelegenheiten in Prag. Während eines slowakischen Jugendkongresses 1932 erklärte er, dass er die slowakische Sache „sogar um den Preis der Republik“ verfolgen wolle. Trotzdem ist laut dem Historiker Jörg K. Hoensch an einem Festhalten Hlinkas an einem gemeinsamen tschechisch-slowakischen Staat bis zu seinem Tod kaum zu zweifeln, da dieser Aussage Hlinkas bis 1938 zahlreiche Erklärungen und Handlungen gegenüberstanden, aus denen eine Bejahung der Tschechoslowakei als Staat hervorgeht.
Bis zu seinem Tod kämpften Andrej Hlinka und seine Partei für eine ethnisch definierte (nicht völkerrechtliche) Autonomie der Slowakei, wie sie den Slowaken von Präsident Masaryk im Pittsburgher Abkommen zugesichert worden war. Vielen Berichten zufolge sollen er und seine Partei hingegen eine staatsfeindliche Politik betrieben haben, die auf eine slowakische Abspaltung vom tschechoslowakischen Staat abzielte. Fakt ist, dass die Hlinka-Partei bis zum Ende der Ersten Republik niemals eine Sezession in ihrem Parteiprogramm formulierte. Auch Zitate von Hlinka wie

„Unsere Heimat, die Republik der Tschechen und Slowaken, werden wir um keinen Preis, um keine Versprechen und Vorteile verraten.“

sprechen gegen Bestrebungen zur Sezession. Und auch als Hlinka im Frühjahr 1938 Besuch von einer sudetendeutschen Delegation unter Karl Hermann Frank erhalten hatte, war nichts Konkretes über eine Zerschlagung der Tschechoslowakei vereinbart worden. Hlinka kritisierte die Christenverfolgung im nationalsozialistischen Deutschland und äußerte sich über Hitler, er sei eine „kulturelle Bestie“. Der Vorsitzende der mit der Hlinka-Partei im sogenannten Autonomie-Block verbündeten Slowakischen Nationalpartei, Martin Rázus, äußerte sich im tschechoslowakischen Parlament folgendermaßen über das Verhältnis der slowakischen Autonomie-Parteien zum Gesamtstaat:

„Wir lieben diesen Staat, wir sind bereit, unser Leben zu opfern […] Wir wollen mit der Autonomie nicht die Republik zerschlagen […] Wir stehen hinter diesem Staat, wir werden ihn verteidigen, aber wir fordern, dass Sie gemeinsam mit uns die Verhältnisse so ordnen, dass wir Slowaken uns in diesem Staat zu Hause fühlen können.“

## Rezeption in der Zeitgeschichte

### Beurteilung in der Slowakei

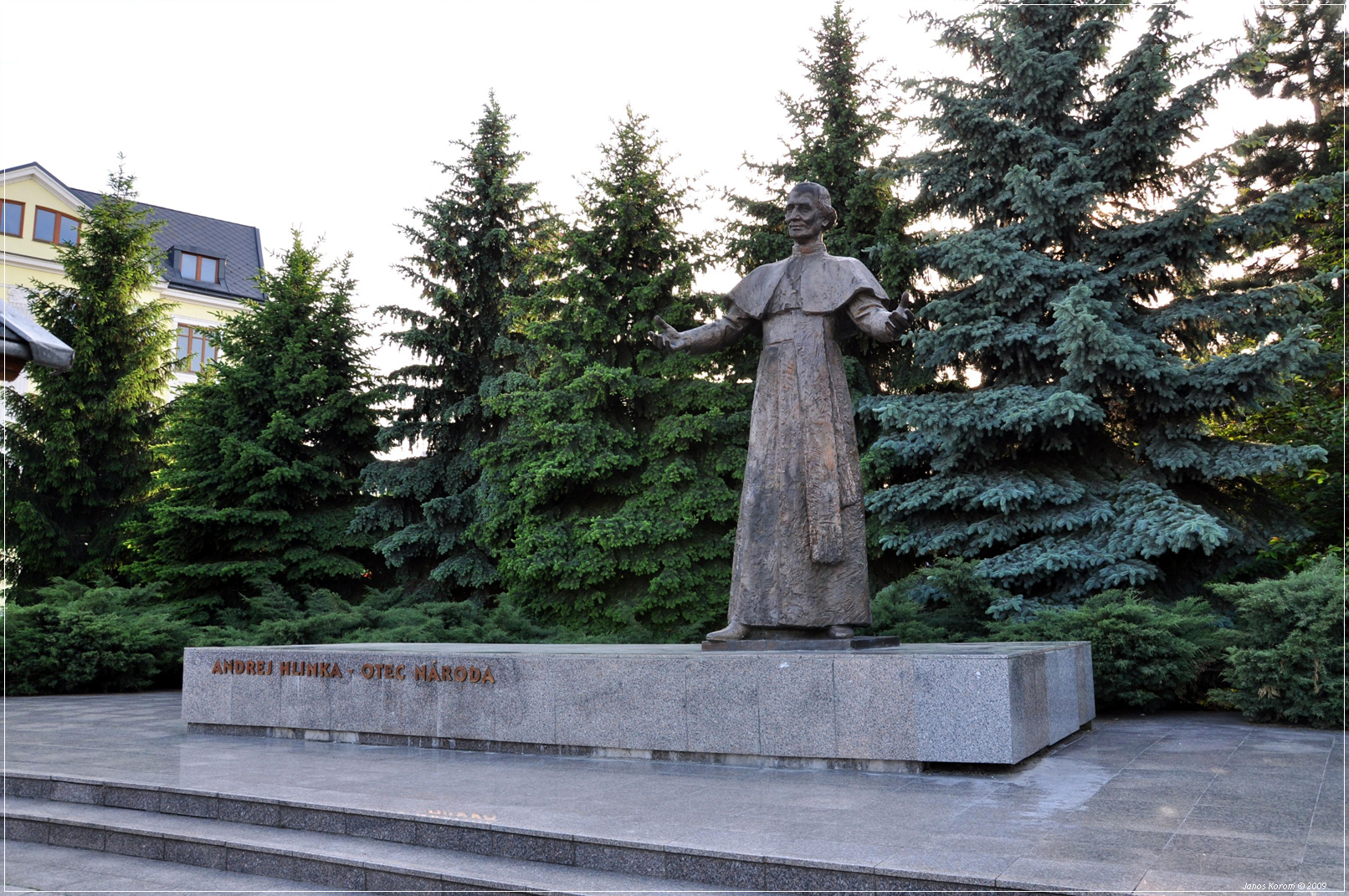
Statue Andrej Hlinkas in Žilina

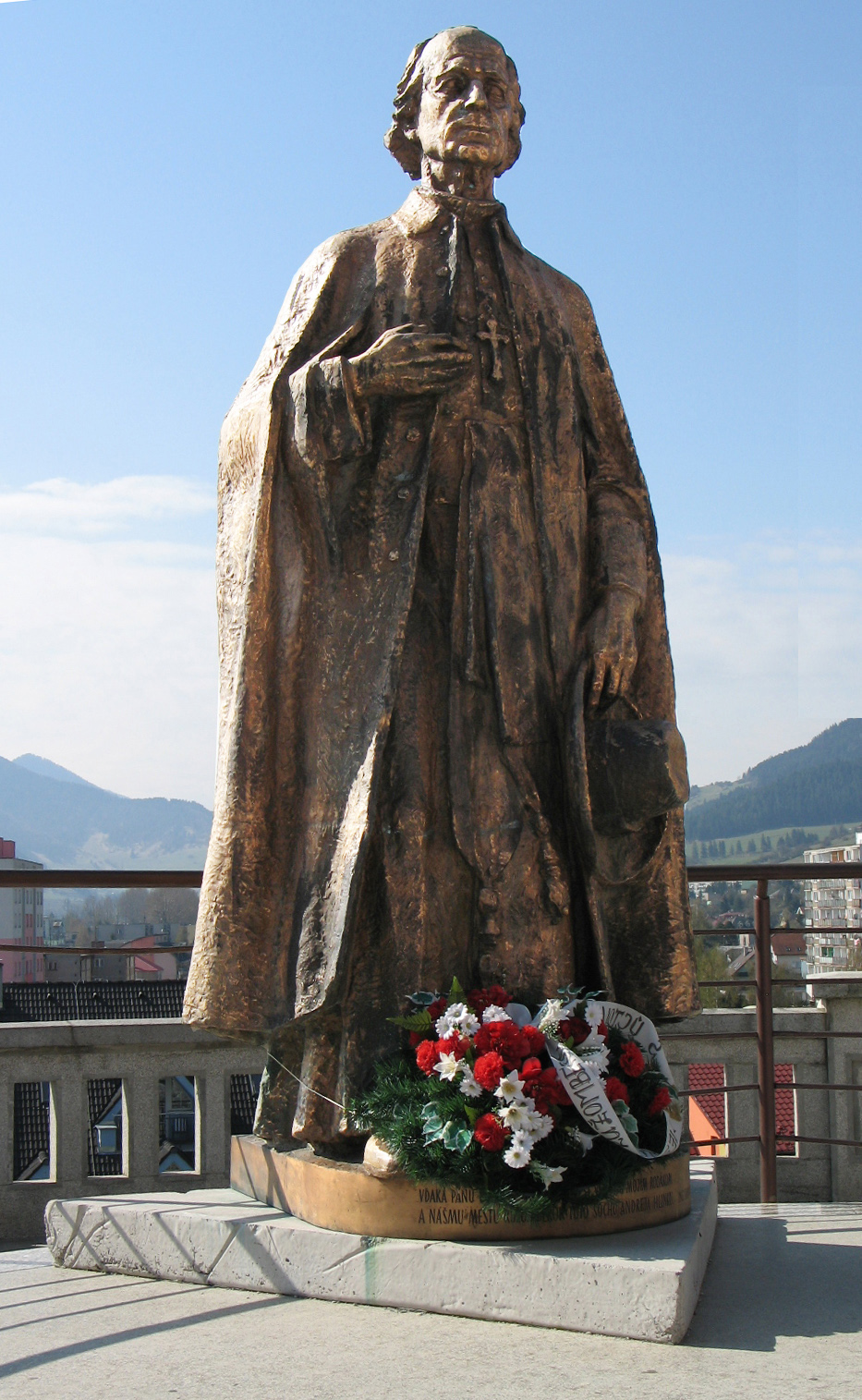
Statue Andrej Hlinkas in Ružomberok

In der Slowakei ist der charismatische und selbstbewusste Hlinka in der Zwischenkriegszeit zu einem nationalen Symbol geworden. Während einer Demonstration slowakischer Autonomisten erklärte er euphorisch:

„Ich bin hier nicht nur Andrej Hlinka, ich bin hier das Volk.“

Von seinen politischen Kritikern und Gegnern wurde ihm immer wieder ein übersteigertes Selbstbewusstsein vorgeworfen, das sich unter anderem auch in der Umbenennung der Slowakischen Volkspartei zu Hlinkas Slowakische Volkspartei 1925 geäußert hätte.
Als Hlinkas Partei nach seinem Tod mit seinem früheren Stellvertreter Jozef Tiso in der Slowakei 1938 die Macht übernahm und diese sich unter dem Druck des Dritten Reiches am 14. März 1939 für unabhängig erklärte, wurde Hlinka zur Kultfigur des neuen Regimes: Man benannte einen Orden nach ihm und schuf zwei Massenorganisationen, die seinen Namen trugen, die Hlinka-Garde (Hlinkova garda), eine Nachahmung der SS, und die Hlinka-Jugend (Hlinkova mládež), eine Nachahmung der Hitler-Jugend.
Die Hlinka-Garde war unter anderem an der Judenverfolgung in der Slowakei beteiligt.
Nachdem die Tschechoslowakei 1945 erneuert worden war und die Kommunisten 1948 an die Macht gekommen waren, wurde Hlinka aufgrund seines Antikommunismus und Nationalismus als einer der größten Verbrecher der slowakischen Geschichte betrachtet. Von einer im Jahre 1939 in der Slowakei geprägten Münze (5 Kronen) mit seinem Porträt (Stückzahl 5.101.000) wurden 1947 2.000.000 Stück wieder von der Bank der Tschechoslowakei eingeschmolzen.
Nach der samtenen Revolution (1989) änderte sich in weiten Teilen der katholisch geprägten slowakischen Öffentlichkeit das negative Bild, das Hlinka bis dahin zugeschrieben wurde. Die 1991 erschienene Slovak National Biography nennt ihn „one of the most significant personalities in modern Slovak history, a nationalistic Christian politician and representative of Slovak autonomic efforts“. Er wurde auf der seit 1993 gedruckten 1000-Kronen-Banknote der Slowakei abgebildet und 1994 wurde der Andrej-Hlinka-Orden gestiftet.
Von der Slowakischen Nationalpartei (SNS) wurde 2007 verlangt, Andrej Hlinka zum „Vater des Vaterlandes“ zu erklären.
Spätestens seit dem 1. Januar 2008, an dem ein vom slowakischen Parlament einstimmig beschlossenes Gesetz über die Verdienste Andrej Hlinkas in Kraft trat, gilt Hlinka in der Slowakei offiziell als rehabilitiert. Im Gesetzestext heißt es wörtlich:

„Andrej Hlinka hat besondere Verdienste daran, dass die slowakische Nation zu einer staatsbildenden Nation geworden ist. Als Anerkennung der herausragenden Verdienste Andrej Hlinkas wird im Gebäude des Nationalrates der Slowakischen Republik (NR SR) eine Büste Hlinkas und eine Gedenktafel angebracht, an der der Text angeführt wird: Andrej Hlinka hat Verdienste an der slowakischen Nation und an der Slowakischen Republik.“

### Internationale Beurteilung
Außerhalb der Slowakei wird die Person Hlinka durchaus kritischer betrachtet, einige Wissenschaftler wie beispielsweise der renommierte Historiker und Osteuropa-Experte Leonid Luks bezeichnen Hlinka gar als „katholischen Faschisten“, andere wiederum sind der Ansicht, Hlinka selbst sei zwar kein Faschist gewesen, habe aber andere bekennende Faschisten wie beispielsweise Vojtech Tuka entschieden gefördert und in seine Partei integriert.
Problematisch erscheint auch der antisemitische Charakter seiner Partei, der seine Wurzeln im autochthonen katholischen Antisemitismus hatte und den er als Parteivorsitzender stillschweigend tolerierte. Vor allem in der marxistischen Geschichtsschreibung erscheint Hlinka als die „Verkörperung der Finsternis, der Mystik, des Konservativismus, der Bigotterie, der Demagogie, der Inkonsequenz und des Klerofaschismus“.